# Висока Гора
Висо́ка Го́ра — село в Україні, у Братській селищній громаді Вознесенського району Миколаївської області. Населення становить 198 осіб.

## Населення
Згідно з переписом УРСР 1989 року чисельність наявного населення села становила 248 осіб, з яких 110 чоловіків та 138 жінок.
За переписом населення України 2001 року в селі мешкало 198 осіб.

### Мова
Розподіл населення за рідною мовою за даними перепису 2001 року:
| Мова       | Чисельність | Відсоток |
| ---------- | ----------- | -------- |
| українська | 185         | 93,43%   |
| російська  | 6           | 3,03%    |
| румунська  | 6           | 3,03%    |
| інші       | 1           | 0,51%    |
| Усього     | 198         | 100%     |